# Gagea michaelis
Gagea michaelis är en liljeväxtart som beskrevs av Vitaliǐ Petrovich Goloskokov. Gagea michaelis ingår i Vårlökssläktet och i familjen liljeväxter. Inga underarter finns listade.